# Nathalie Dechy
Nathalie Dechy (Les Abymes, Guadeloupe, 1979. február 21. –) háromszoros Grand Slam-tornagyőztes, Fed-kupa győztes visszavonult francia teniszezőnő, kétszeres olimpikon.
Párosban a 2006-os és a 2007-es US Open, vegyes párosban a 2007-es Roland Garros versenyének győztese. 2003-ban tagja volt a győzelmet megszerző francia Fed-kupa-válogatottnak. Tagja volt a 2000. évi sydney-i és a 2004. évi athéni olimpián részt vevő francia csapatnak. 2004-ben párosban a negyeddöntőig jutott.
1995–2009 közötti profi pályafutása során 1 egyéni és 7 páros WTA-tornát nyert meg, emellett egy-egy egyéni és páros ITF-tornagyőzelmet szerzett. A legjobb világranglista eredménye egyéniben a 11. hely volt 2006. január 9-én, párosban a 8. hely, 2007. május 21-én.

## Tornagyőzelmek (8)

### Egyéni (1)
| Összesítés           |                        |
| Grand Slam-torna (0) |                        |
| Tier I (0)           | Premier Mandatory* (0) |
| Tier II (0)          | Premier Five* (0)      |
| Tier III (1)         | Premier* (0)           |
| Tier IV (0)          | International* (0)     |
| Tier V (0)           | Challenger* (0)        |

* 2009-től megváltozott a tornák rendszere. Challenger tornákat 2012-től rendeznek.
 Az egymás mellett azonos színnel jelölt tornatípusok között nincs teljes mértékű megfelelés.
| No. | Dátum           | Torna                                              | Borítás | Ellenfél a döntőben     | Eredmény a döntőben |
| 1.  | 2003. január 5. | Next Generation Adelaide International, Gold Coast | Kemény  | Marie-Gayanay Mikaelian | 6–3, 3–6, 6–3       |

### Páros (7)
| Összesítés           |                        |
| Grand Slam-torna (2) |                        |
| Tier I (1)           | Premier Mandatory* (0) |
| Tier II (1)          | Premier Five* (0)      |
| Tier III (0)         | Premier* (0)           |
| Tier IV (0)          | International* (3)     |
| Tier V (0)           | Challenger* (0)        |

* 2009-től megváltozott a tornák rendszere. Challenger tornákat 2012-től rendeznek.
 Az egymás mellett azonos színnel jelölt tornatípusok között nincs teljes mértékű megfelelés.
| No. | Dátum                | Torna                                     | Borítás | Partner         | Ellenfél a döntőben                           | Eredmény                 |
| 1.  | 2002. február 10     | Open Gaz de France, Párizs, Franciaország | szőnyeg | Meilen Tu       | Jelena Gyementyjeva Janette Husárová          | az ellenfél visszalépett |
| 2.  | 2006. szeptember 10. | US Open                                   | kemény  | Vera Zvonarjova | Gyinara Szafina Katarina Srebotnik            | 7–6(5), 7–5              |
| 3.  | 2007. május 14.      | Rome, Olaszország                         | salak   | Mara Santangelo | Tathiana Garbin Roberta Vinci                 | 6–4, 6–1                 |
| 4.  | 2007. szeptember 9.  | US Open                                   | Kemény  | Gyinara Szafina | Csan Jung-zsan Csuang Csia-zsung              | 6–4, 6–2                 |
| 5.  | 2009. január 5.      | Auckland, Új-Zéland                       | kemény  | Mara Santangelo | Nuria Llagostera Vives Arantxa Parra Santonja | 4–6, 7–6(3), [12–10]     |
| 6.  | 2009. március 2.     | Monterrey, Mexikó                         | kemény  | Mara Santangelo | Iveta Benešová Barbora Záhlavová-Strýcová     | 6–3, 6–4                 |
| 7.  | 2009. május 18.      | Strasbourg, Franciaország                 | salak   | Mara Santangelo | Claire Feuerstein Stéphanie Foretz            | 6–0, 6–1                 |

## Eredményei Grand Slam-tornákon

### Egyéniben
| Torna           | 2008   | 2007   | 2006   | 2005   | 2004   | 2003   | 2002   | 2001   | 2000   | 1999   | 1998   | 1997   | 1996   | 1995   |
| --------------- | ------ | ------ | ------ | ------ | ------ | ------ | ------ | ------ | ------ | ------ | ------ | ------ | ------ | ------ |
| Australian Open | 1. kör | 1. kör | 1. kör | 1/2D   | 4. kör | 3. kör | 3. kör | 1. kör | 1. kör | 1. kör | 1. kör | 1. kör | -      | -      |
| Roland Garros   | 2. kör | 2. kör | 3. kör | 3. kör | 1. kör | 3. kör | 3. kör | 3. kör | 1. kör | 3. kör | 3. kör | 1. kör | 2. kör | 1. kör |
| Wimbledon       | 2. kör | 1. kör | 1. kör | 4. kör | 3. kör | 3. kör | 3. kör | 2. kör | 3. kör | 4. kör | 1. kör | 2. kör | 1. kör | -      |
| US Open         | 1. kör | 1. kör | 1. kör | 4. kör | 3. kör | 2. kör | 3. kör | 2. kör | 2. kör | 1. kör | 4. kör | 2. kör | 2. kör | -      |